# KIA Soul Surfing Cup
KIA Soul Surfing Cup – Puchar Polski Amatorów w Kitesurfingu KIA
Zawody mają charakter touru. KIA Soul Surfing Cup odbywa się w czterech nadmorskich miejscowościach:
- Chałupy IV - Kemping Solar 3-4 lipca 2010
- Łeba 17-18 lipca 2010
- Ustka 31 lipca-1 sierpnia 2010
- Kołobrzeg 14-15 sierpnia 2010
- Gdynia 28-29 sierpnia 2010

Główną konkurencją zawodów jest Freestyle rozgrywany w postaci Expression Session. Imprezom towarzyszyć będą pokazy w takich dyscyplinach jak Kitesurfing, oraz Skimboarding.